# Jugend ohne Gott (film 2017)
Jugend ohne Gott è un film del 2017 diretto da Alain Gsponer e liberamente tratto dal romanzo Gioventù senza Dio di Ödön von Horváth.

## Produzione

### Modello letterario
Il film è tratto dal romanzo Gioventù senza Dio dello scrittore austro-ungarico Ödön von Horváth che racconta di un insegnante che viene accusato di "umiliare l'umanità" ed è screditato dall'amministrazione scolastica per aver fatto notare ad uno studente che anche i neri sono persone. Pubblicato nel 1937, il romanzo è già stato adattato sia sul grande che sul piccolo schermo diverse volte.

### Personale e finanziamenti
Per la regia del film venne scelto lo svizzero Alain Gsponer, già autore dei film Lila, Lila (2009) e Heidi (2015). La sceneggiatura del film venne scritta da Alexander Buresch e Matthias Pacht.
Il film è una produzione della die Film GmbH in coproduzione con la Constantin Film. Uli Aselmann e Sophia Aldenhoven hanno funto da produttori.
Il film ha ricevuto un finanziamento di un milione di euro da parte della FilmFernsehFonds Bayern. La Deutscher Filmförderfonds ha contribuito con 800.000 euro. Il film ha ricevuto ulteriori finanziamenti da HessenInvest Film e dalla FFA.